# Giuditta Pandini
Eleonora Giuditta Pandini (Milano, 8 febbraio 1960) è un'ex nuotatrice italiana.

## Biografia
Nata nel 1960 a Milano, nel 1975 ha vinto 2 medaglie d'oro ai Giochi del Mediterraneo di Algeri, nei 400 m stile libero, con il tempo di 4'34"45, e nella staffetta 4 × 100 m stile libero in 4'11"16 insieme ad Elisabetta Dessy, Patrizia Lanfredini e Patrizia Zebellin.
A 16 anni ha partecipato ai Giochi olimpici di Montréal 1976, nei 400 e 800 m stile libero, uscendo in entrambe le gare in batteria, arrivando tutte e due le volte 4ª, nel primo caso con il tempo di 4'34"69 e nel secondo con quello di 9'12"47.
Con la nazionale ha preso parte anche agli Europei di Vienna 1974 e ai Mondiali di Cali 1975.
Dopo il ritiro è stata responsabile del settore agonistico della società Nuotatori Milanesi e allenatrice.

## Palmarès

### Giochi del Mediterraneo
- 2 medaglie:
  - 2 ori (400 m stile libero ad Algeri 1975, staffetta 4 × 100 m stile libero ad Algeri 1975)